# Niki Taylor

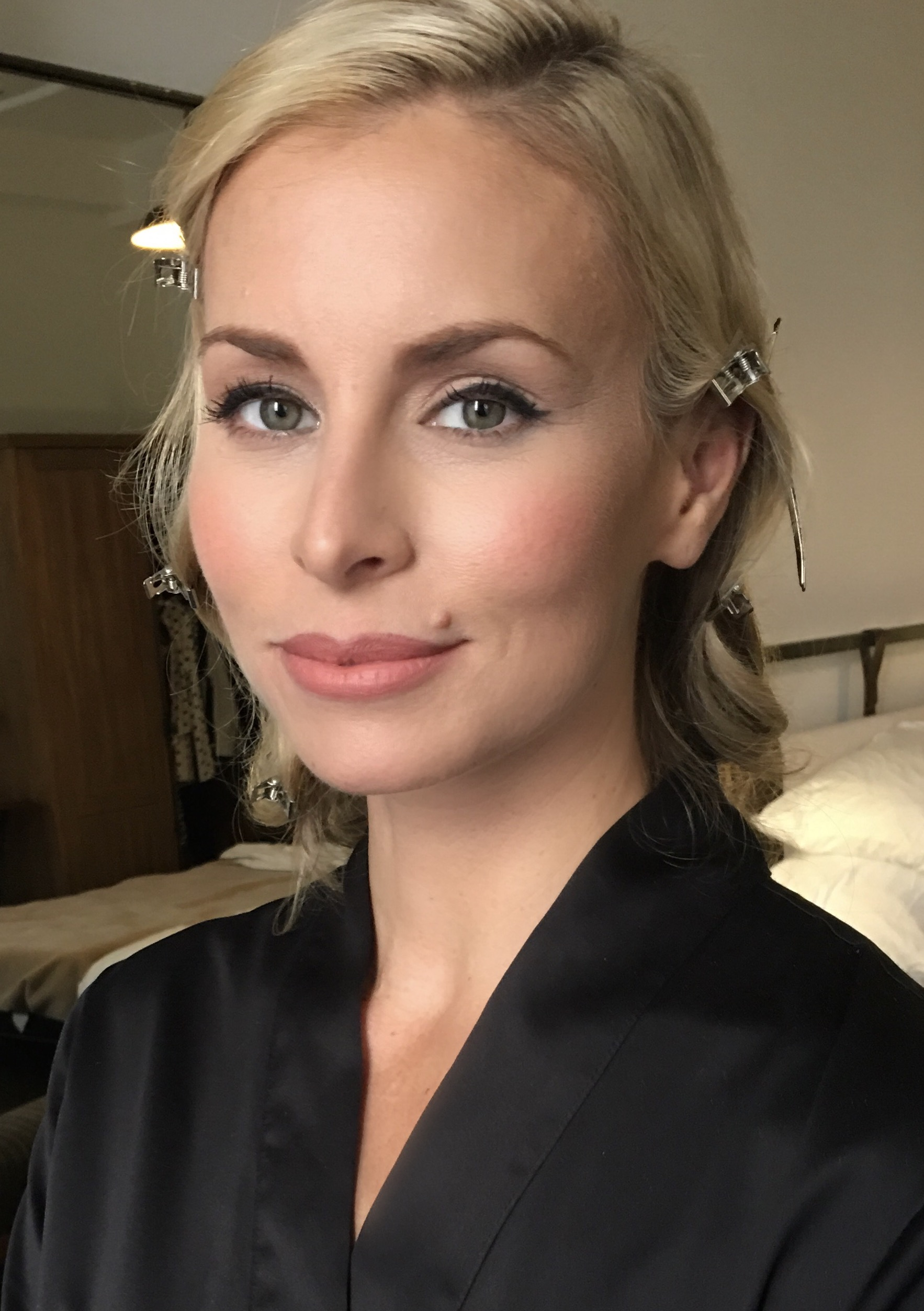
Niki Taylor

Niki Taylor, född 5 mars 1975 i Fort Lauderdale, Florida, USA, är en amerikansk fotomodell. Hennes yngsta syster, Krissy Taylor, död 1995 vid 17 års ålder, var också fotomodell.